# Zelandomyia
Zelandomyia là một chi ruồi trong họ Limoniidae. Chúng thường xuất hiện ở New Zealand và Chile.

## Các loài
- Z. angusta (Alexander, 1923)
- Z. armigera (Alexander, 1945)
- Z. atridorsum Alexander, 1932
- Z. cinereipleura (Alexander, 1922)
- Z. deviata (Alexander, 1922)
- Z. otagensis (Alexander, 1923)
- Z. pallidula Alexander, 1924
- Z. penthoptera Alexander, 1924
- Z. pygmaea Alexander, 1923
- Z. ruapehuensis (Alexander, 1922)
- Z. tantula Alexander, 1926
- Z. watti (Alexander, 1922)